# Leptogaster bahamiensis
Leptogaster bahamiensis là một loài ruồi trong họ Asilidae. Leptogaster bahamiensis được Scarbrough miêu tả năm 1996. Loài này phân bố ở vùng Tân nhiệt đới.